# エンタープライズ (TRPG)
『エンタープライズ』は、『スタートレック』を原作とするSF・ロールプレイングゲーム。
多摩豊によってデザインされ、1983年にツクダホビーよりボックス版にて発売された。日本における最初期のテーブルトークRPGである。

## 概要
『スタートレック』を原作として、惑星などを舞台に探索と戦闘を行なうSF・テーブルトークRPGである。
宇宙空間、宇宙船、宇宙戦闘機などを扱うルールは用意されていない。
マスターキャラクターと遭遇したときに、戦闘を行なうばかりでなく、交渉によって味方にすることのできるシステムが特徴となる。
1983年に発売された日本における最初期のテーブルトークRPGであり、ツクダホビーの製品番号は「HG-014-R」。
1984年発売の『ローズ・トゥ・ロード』（HG-030-R）や『スタークェスト』（HG-032-R）よりも早くに発売された作品である。

## システム

### 行為判定
行為判定はパーセンテージロールに属する。
サイコロとして100面ダイス1個（1D100）を使用する。

### 交渉
交渉は、出会ったマスターキャラクターに対して話しかけ、味方にする行為である。
交渉の態度は「優位」「対等」「だます」の3種類から選択される。
プレイヤーキャラクターとマスターキャラクターのアライメントを表に照らし合わせ、正解となる態度がひとつだけ決定される。
交渉の態度が正解であれば、さらに指定された行為判定を行ない、これにも成功すればマスターキャラクターを味方にすることができる。
例えば、プレイヤーキャラクターがLG（ロジカルグッド）であり、マスターキャラクターがEB（エモーショナルバッド）であれば、交渉の態度は「だます」が正解となる。
それから成功率30％の判定を行ない、成功すれば味方にすることができる。

## キャラクター

### 能力値
能力値とは、キャラクターの基本的な能力を表す数値である。
ST（体力）・DX（器用さ）・IQ（知力）・CH（カリスマ）・LU（運）の5種類がある。

### 人種
人種とは、キャラクターがどの星の異星人であるかを示す要素である。
アンドリア人・タロス人・ロミュラン人・メトロン人・優勢人間・オルガニア人・クリンゴン人・メデューサ人・メルコト人・テラライト人・セイサス人・ゴーン人・M13モンスター・ボルタ人・バルカン人の15種類がある。

### アライメント
アライメント（性格）とは、キャラクター同士が遭遇する際に、交渉結果を決める基準となる要素である。
LG（ロジカルグッド）・LB（ロジカルバッド）・N（ニュートラル）・EG（エモーショナルグッド）・EB（エモーショナルバッド）の5種類がある。

### スペシャルアビリティー
スペシャルアビリティー（特殊能力）とは、キャラクターが学習や訓練によって習得した能力である。
メカニックリペア―・メディカルタレント・サイエンスタレント・PSYタレントの4種類がある。
それぞれのアビリティーは、対応する能力値の数値によって成功率が決定される。

## 製品一覧
- エンタープライズ
  - 基本ルールブック。1983年にツクダホビーからボックス版にて発売。ルールブック20頁。シナリオブック13頁。